# 瓦爾瓦里夫卡 (魯比日內村拉達)
50°11′14″N 36°43′13″E / 50.18722°N 36.72028°E
瓦爾瓦里夫卡（烏克蘭語：Варварівка）是位於烏克蘭東部的村莊，由哈爾科夫州丘胡伊夫区沃夫昌斯克市鎮負責管轄，2020年市镇设立之前由魯比日內村拉达管辖。該村距離伊茲比茨凱1公里，始建於1790年，面積0.64平方公里，海拔高度131米，2001年人口23。